# Carolin Hennecke
Carolin Hennecke (* 4. Februar 1986 in Diemelsee-Stormbruch) ist eine ehemalige deutsche Biathletin.

## Karriere
Carolin Hennecke stammt aus dem hessischen Upland. Noch zur Grundschulzeit kam sie zu den Langläufern des Skiclubs Willingen. Nach dem Wechsel in die Gesamtschule Willingen lernte sie bei Renate Schinze und Karl-Heinz Kesper das Biathlon kennen und entschied sich mit dreizehn zum Wechsel. Obwohl sie mit 15 wegen Rückenproblemen fast ein Jahr pausieren musste, schaffte die Linksschützin den Anschluss an die nationale Spitze und galt 2005 neben Magdalena Neuner und Kathrin Hitzer als eine der größten deutschen Hoffnungen im Biathlonsport. Sie war Angehörige der Sportfördergruppe der Bundeswehr in Bischofswiesen und lebt seit 2006 in Ruhpolding. 2005 debütierte Hennecke im Europacup der Juniorinnen. Bei einem Einzel in Obertilliach wurde sie Zweite, im Sprint Dritte und in der Verfolgung gewann sie. Dreimal konnte sie bislang Europacuprennen gewinnen, davon zwei Staffeln. 2006 startete sie in Langdorf bei Junioren-Europameisterschaften und gewann Gold mit der Staffel. In der Verfolgung wurde sie Fünfte. Im selben Jahr trat sie auch erstmals bei Juniorenweltmeisterschaften in Presque Isle an. Hier gewann sie Bronze im Einzel und Gold im Sprint vor Magdalena Neuner. Nach einem vierten Platz in der Verfolgung gewann sie nochmals Gold in der Staffel mit Magdalena Neuner und Stephanie Müller. 2007 wurde sie im Einzel Zweite und gewann Gold mit der Staffel, diesmal mit Franziska Hildebrand und Juliane Döll. Im IBU-Cup 2008/2009 war Hennecke regelmäßig in der Spitze platziert. Eine erste internationale Medaille bei den Frauen konnte sie bei den Biathlon-Europameisterschaften 2009 in Ufa als Drittplatzierte des Staffelrennens mit Tina Bachmann, Anne Preußler und Juliane Döll gewinnen. Im Sprint erreichte sie den 17., in der Verfolgung den 19. und im Einzel den 25. Platz.
Bei ihrem Weltcupdebüt am 9. Dezember 2011 belegte Hennecke im Sprintrennen in Hochfilzen nach fehlerfreier Schießleistung Platz 25 und in der Verfolgung am nächsten Tag den 26. Platz. Da Franziska Hildebrand und Sabrina Buchholz ihr vorgezogen wurden, bestritt Hennecke den Rest der Saison im IBU-Cup. Durch Krankheit im Januar ließ sie die Wettkampforte Forni Avoltri und Haute-Maurienne aus und nahm erst wieder an den Rennen in Kanada teil. Dort erreichte sie in Canmore im Sprint den zweiten Rang. Mit lediglich neun Teilnahmen belegte Hennecke den zehnten Platz in der Gesamtwertung. Bei der Biathlon-EM in Osrblie erhielt sie ihre erste Einzelmedaille. Im Einzel gewann sie hinter Anastasia Zagoruiko und Juliane Döll die Bronzemedaille. Zusammen mit Döll, Nadine Horchler und Maren Hammerschmidt errang sie ebenfalls eine Bronzemedaille in der Staffel.
Bei den Deutschen Meisterschaften im Biathlon 2012 erreichte Hennecke in Altenberg hinter Tina Bachmann den zweiten Rang im Sprint. In der anschließenden Verfolgung schoss sie insgesamt acht Fehler und fiel auf Rang 6 zurück.
Nach den Deutschen Meisterschaften im Biathlon 2013 trat Hennecke vom Leistungssport zurück.

## Biathlon-Weltcup-Platzierungen
Die Tabelle zeigt alle Platzierungen (je nach Austragungsjahr einschließlich Olympische Spiele und Weltmeisterschaften).
- 1.–3. Platz: Anzahl der Podiumsplatzierungen
- Top 10: Anzahl der Platzierungen unter den ersten zehn (einschließlich Podium)
- Punkteränge: Anzahl der Platzierungen innerhalb der Punkteränge (einschließlich Podium und Top 10)
- Starts: Anzahl gelaufener Rennen in der jeweiligen Disziplin

| Platzierung         | Einzel | Sprint | Verfolgung | Massenstart | Staffel | Gesamt |
| ------------------- | ------ | ------ | ---------- | ----------- | ------- | ------ |
| 1. Platz            |        |        |            |             |         |        |
| 2. Platz            |        |        |            |             |         |        |
| 3. Platz            |        |        |            |             |         |        |
| Top 10              |        |        |            |             |         |        |
| Punkteränge         |        | 1      | 1          |             |         | 2      |
| Starts              |        | 2      | 2          |             |         | 4      |
| Stand: Karriereende |        |        |            |             |         |        |